# Kagoshima-jingū
Le Kagoshima-jingū (鹿児島神宮) est un  sanctuaire shinto situé à Kirishima, préfecture de Kagoshima au Japon. Il est consacré à Hoori, Toyotama-hime, aux empereurs Chūai et Ōjin et à l'impératrice Jingū.